# Крещатик (Кролевецкий район)
Крещатик (укр. Хрещатик) — село, Белогривский сельский совет, Кролевецкий район, Сумская область, Украина.
Код КОАТУУ — 5922681208. Население по переписи 2001 года составляло 97 человек .

## Географическое положение
Село Крещатик находится на берегу реки Глистынка. На расстоянии до 1,5 км расположены сёла Дедовщина, Медведево, Сажалки и Бошевка. Село окружено лесным массивом (сосна, берёза).